# جيمس وارد (عسكري)
جيمس وارد (بالإنجليزية: James Ward)‏ هو عسكري أمريكي، (ولد في نيويورك في الولايات المتحدة 1833  م).